# Keying
Keying (mandchou : Kiying ; chinois : 耆英 ; pinyin : qíyīng), né le 21 mars 1787 et décédé le 29 juin 1858，est un officier mandchou de la dynastie Qing, il officie sous la bannière bleue mandchoue.
Il a signé plusieurs traités inégaux permettant d'accorder la paix à la Chine, face à des agressions de l'Empire britannique, dont le traité de Nankin, qui mit fin à la première guerre de l'opium.

## Biographie
Gouverneur général du Jiangnan et du Jiangxi de 1840 à 1848, il est de 1844 à 1848 gouverneur honoraire du prince impérial, « vice-roi de Canton », c'est-à-dire gouverneur général du Liangguang.
Signataire du traité de Nankin (1842) puis du traité de Huangpu avec la France (1858) ainsi que du traité de Wanghia avec les États-Unis et du traité de Canton (en) avec la Norvège-Suède, il met ainsi fin aux deux guerres de l'opium. Mais, en raison de la découverte de papiers compromettants où il montrait son mépris des Britanniques, il est obligé de quitter les négociations lors du dernier traité de paix.
Arrêté, il est forcé au suicide pour avoir désobéi à l'empereur.
Son portrait a été peint en 1844 par le peintre Lamqua (Guan Zuolin), actif à Macao puis à Canton, un des premiers peintres chinois à avoir adopté la technique occidentale de la peinture à l'huile.